# یواس‌اس کاول (دی‌دی-۵۴۷)
یواس‌اس کاول (دی‌دی-۵۴۷) (به انگلیسی: USS Cowell (DD-547)) یک کشتی بود که طول آن ۱۱۴٫۷ متر (۳۷۶ فوت) بود. این کشتی در سال ۱۹۴۳ ساخته شد.